# ГЕС Ерінг-Фрауенштейн
ГЕС Ерінг-Фрауенштейн — одна з електростанцій на прикордонній річці Інн між Німеччиною та Австрією (федеральна земля Баварія та провінція Верхня Австрія відповідно). Розташована між електростанціями Браунау-Сімбах (вище по течії) та ГЕС Егльфінг-Обернберг.
Будівництво ГЕС розпочалось напередодні Другої світової війни у 1939 році та мало на меті, зокрема, забезпечити електроенергією місцеві підприємства алюмінієвої промисловості. Перекриття річки греблею завершилось у 1942-му і до січня наступного року послідовно ввели в дію три гідроагрегати.
Під час спорудження ГЕС Інн перегородили греблею висотою 20 метрів. Для відкачування води, що фільтрується через дамби, обладнано п'ять насосних станцій. З правого боку греблі влаштовано шість водопропускних шлюзів, а біля лівого знаходиться інтегрований у неї машинний зал, обладнаний трьома турбінами типу Каплан, які забезпечують річне виробництво на рівні 434 млн кВт·год.